# Škoda 742
Škoda 742 − rodzina kompaktowych samochodów osobowych produkowanych w Czechosłowacji pod marką Škoda w latach 1976−1990. Należały do niej przede wszystkim wielkoseryjne modele Škoda 105 i 120  oraz mniej liczne: 125, 130, 135, 136. Zastąpiła modele 100/110. Do napędu używano benzynowych silników R4 OHV montowanych za tylną osią pojazdu na którą przenoszony był napęd. Następcą został przednionapędowy model Favorit.

## Škoda 105

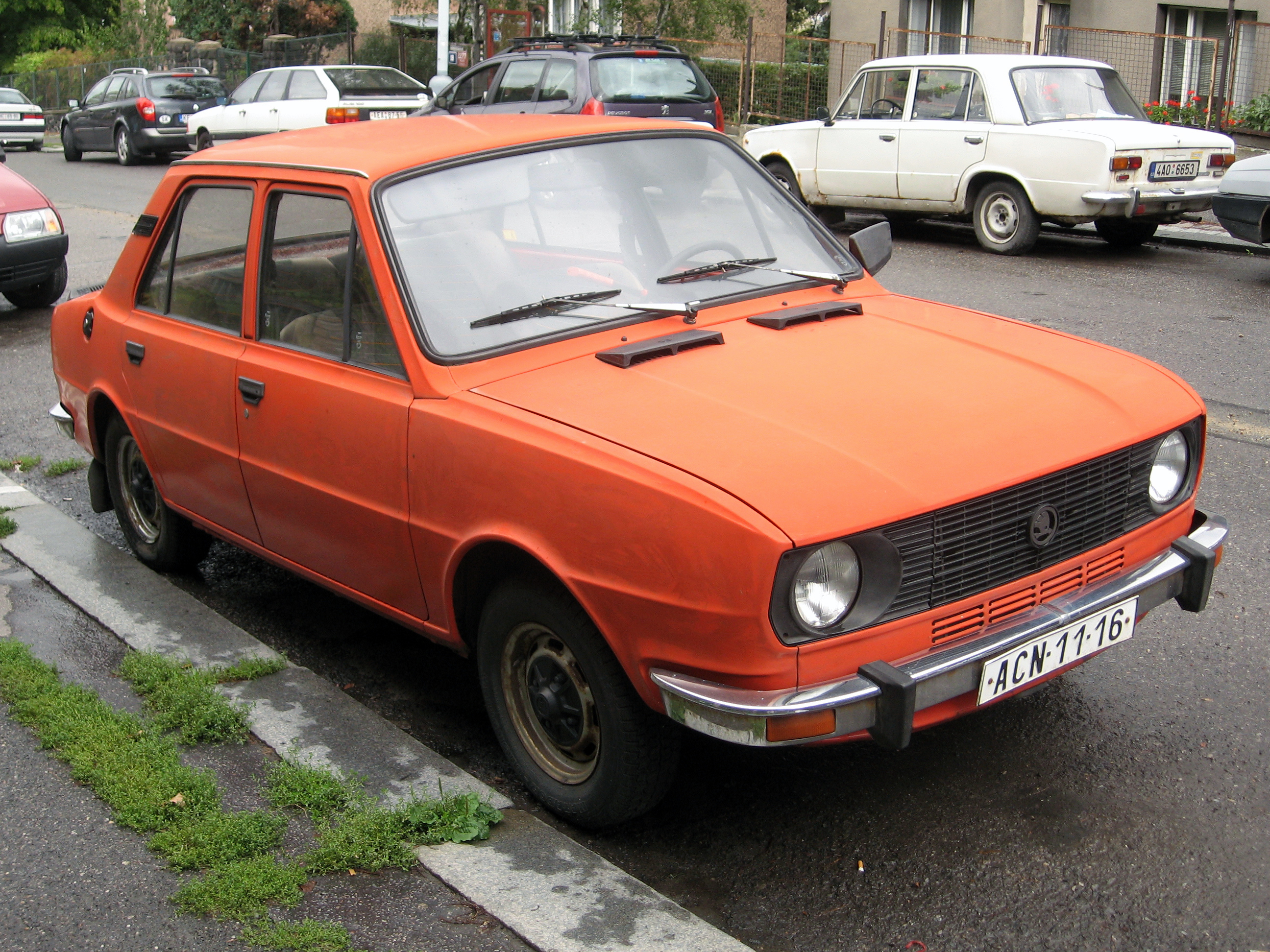
Škoda 105 S produkowana do roku 1983

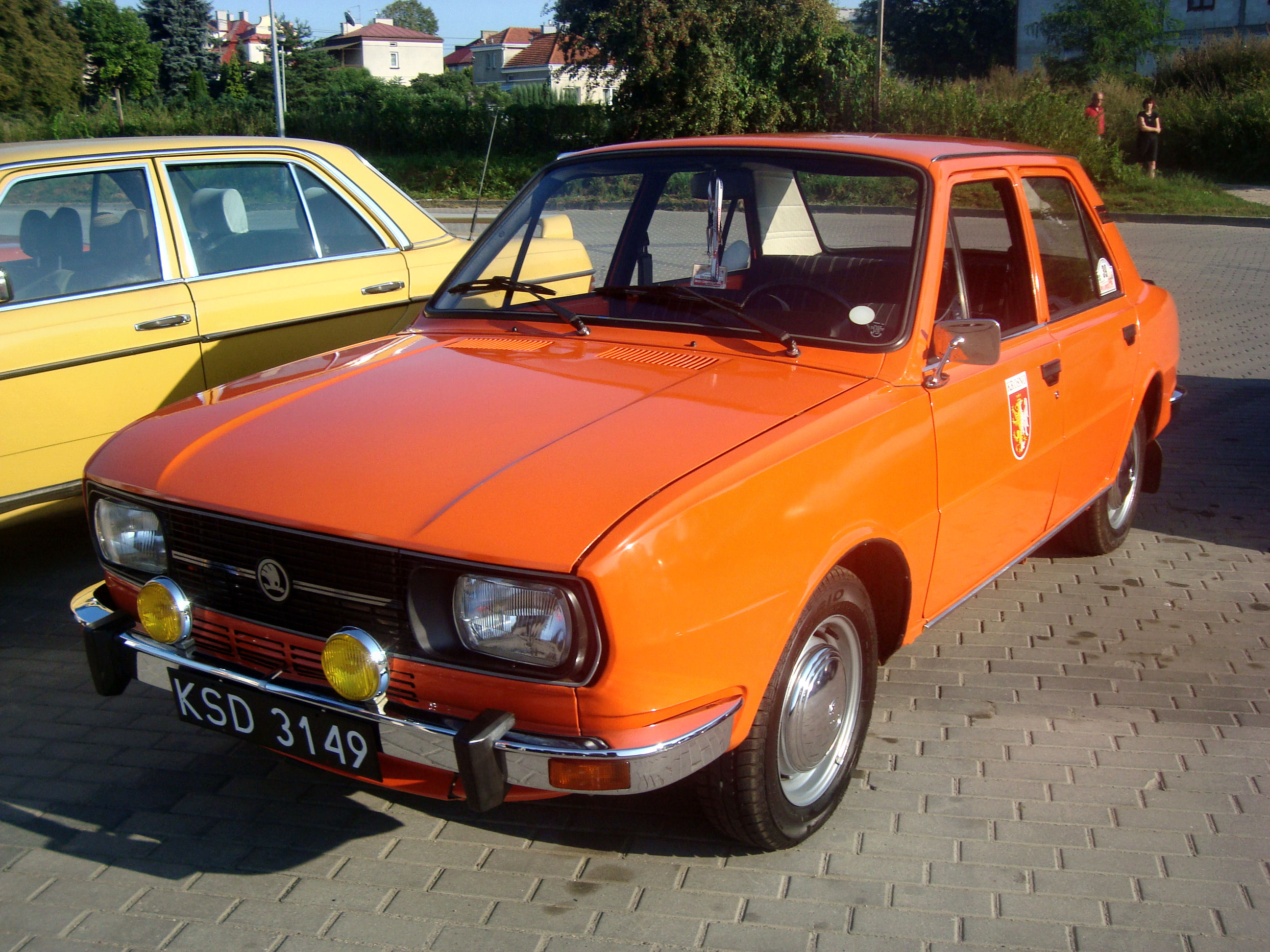
Škoda 105 L (wersja z prostokątnymi reflektorami z okresu sierpień 1981−lipiec 1983)

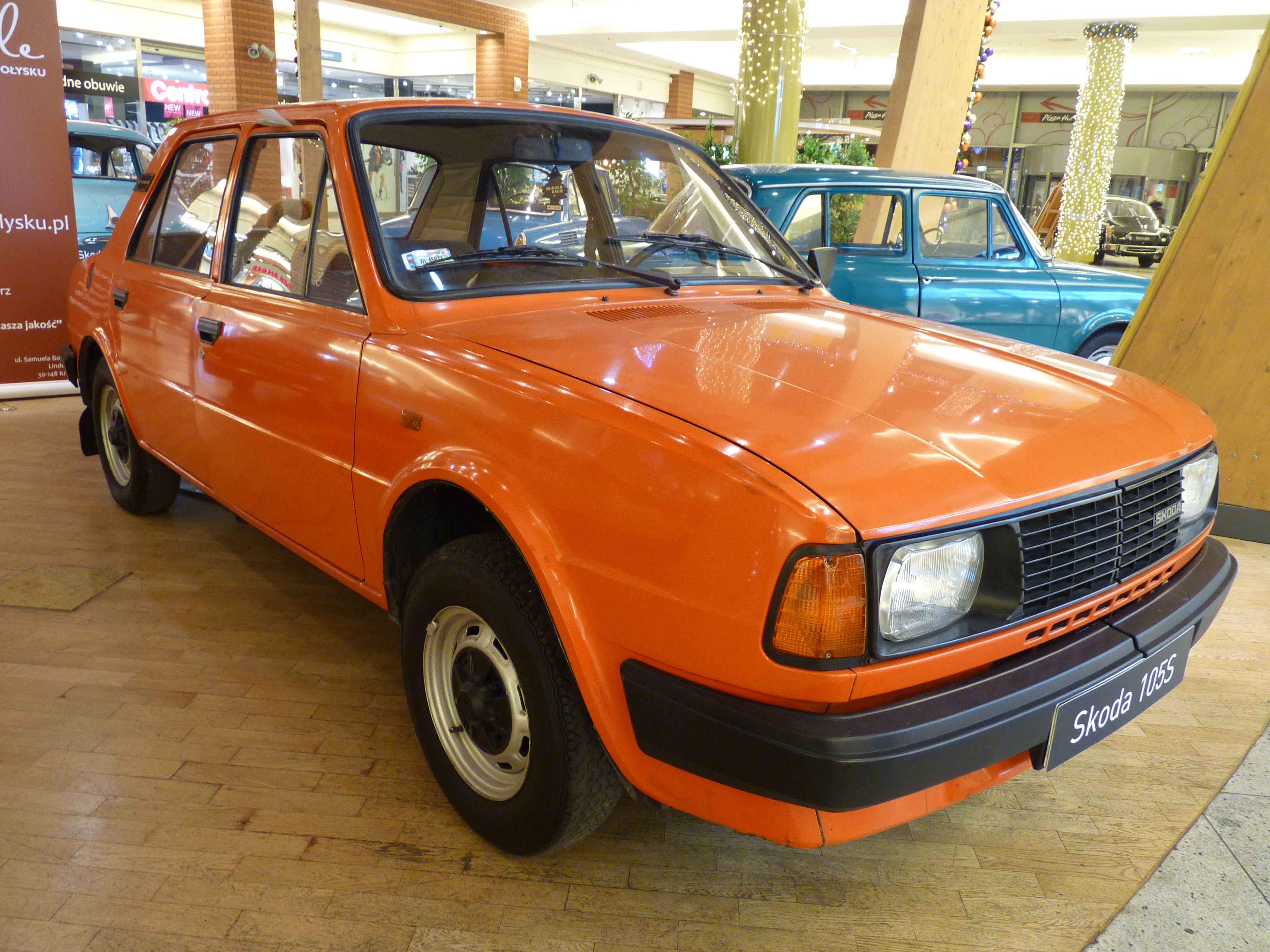
Wersja po liftingu

Škoda 105 była słabszą silnikowo wersją modelu Škoda 120. Występowała w trzech podstawowych wariantach wyposażenia: podstawowej S oraz luksusowych L i GL. Podstawowy model 105S nie miał opuszczanych szyb w tylnych drzwiach, pomimo iż w tym czasie stanowiły one standardowe wyposażenie aut w wersji 4 - i 5 - drzwiowej.
W sierpniu 1981 roku w wersji wyposażeniowej L okrągłe reflektory przednie zostały zastąpione prostokątnymi. Były one montowane aż do kolejnej modernizacji nadwozia w lipcu 1983 roku. 
W roku 1982 pojawiła się wersja SP, czyli użytkowa wersja modelu 105 S bez tylnych siedzeń. Model ten był dostępny tylko w Czechosłowacji, gdzie był bardzo popularny wśród dostawców i przedsiębiorców.
W roku 1983 modele 105 i 120 przeszły gruntowną modernizację. W dużym stopniu zmieniono przednią i tylną część pojazdów, zastosowano nowe reflektory przednie oraz tylne lampy zespolone, a także zmieniono rozstaw kół, co przełożyło się na lepsze prowadzenie samochodów Škody. Ze względu na zmiany karoserii długość auta wzrosła do 4200 mm. Zmieniła się też tablica rozdzielcza gdyż zastosowany zegary okrągłe oraz takie detale jak klamki czy korek wlewu paliwa.
W roku 1984 zmodernizowano pas przedni pojazdu, umieszczając w nim otwory do chłodzenia tarcz hamulcowych oraz zamontowano kierunkowskazy boczne na błotnikach.
Modele 105 i 120 produkowane po roku 1983 rozróżnić można łatwo po wyglądzie przednich reflektorów. Prostokątne, nieco "schowane" w atrapie lampy występowały tylko w modelach 105. Skody 120 i 130 miały reflektory "trapezowe", równe z przednią atrapą.
Łącznie wyprodukowano 840 561 egzemplarzy Škody 105 w różnych wersjach wyposażenia.

### Lata produkcji
- Škoda 105 S (Standard) − 1976−1986
- Škoda 105 L (de Luxe) − 1976−1988
- Škoda 105 GL (Grand de Luxe) − 1981−1983
- Škoda 105 SP (Speciální) − 1982−1988

### Dane techniczne
105 rocznik 1977
- R4 1,0 l (1046 cm³), 2 zawory na cylinder, OHV
- Układ zasilania: gaźnik
- Średnica cylindra × skok tłoka: 68,00 mm × 72,00 mm
- Stopień sprężania: 8,5:1
- Moc maksymalna: 45 KM (33,1 kW) przy 4800 obr./min
- Maksymalny moment obrotowy: 73 N•m przy 2800 obr./min
- Przyspieszenie 0-100 km/h: 23,0 s
- Prędkość maksymalna: 130 km/h
- Prześwit: 170 mm
- Promień skrętu: 5,1 m
- Rozstaw kół tył / przód: 1290 / 1320 mm
- Opony: 155 SR14

## Škoda 120

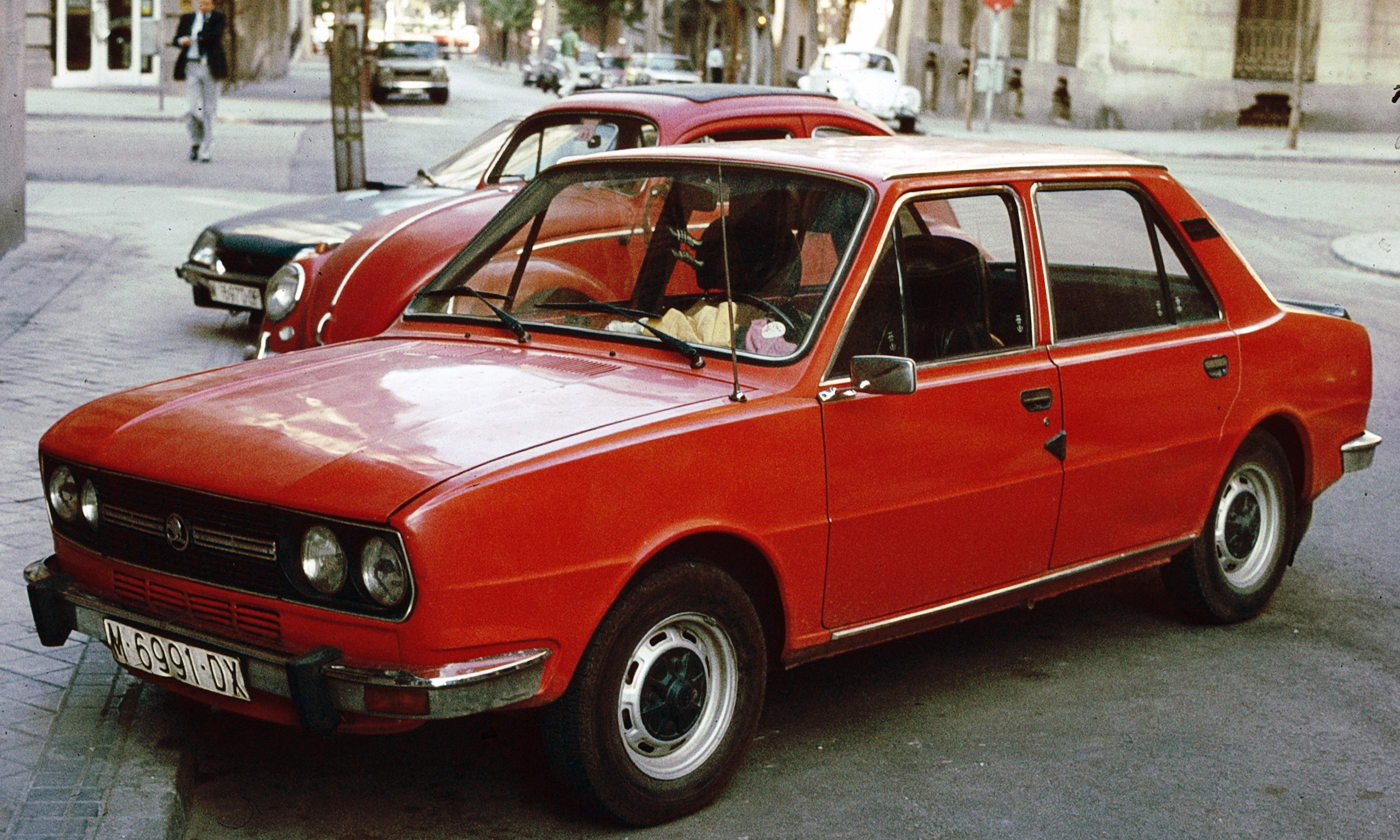
Škoda 120 LS − pierwotny wygląd samochodu

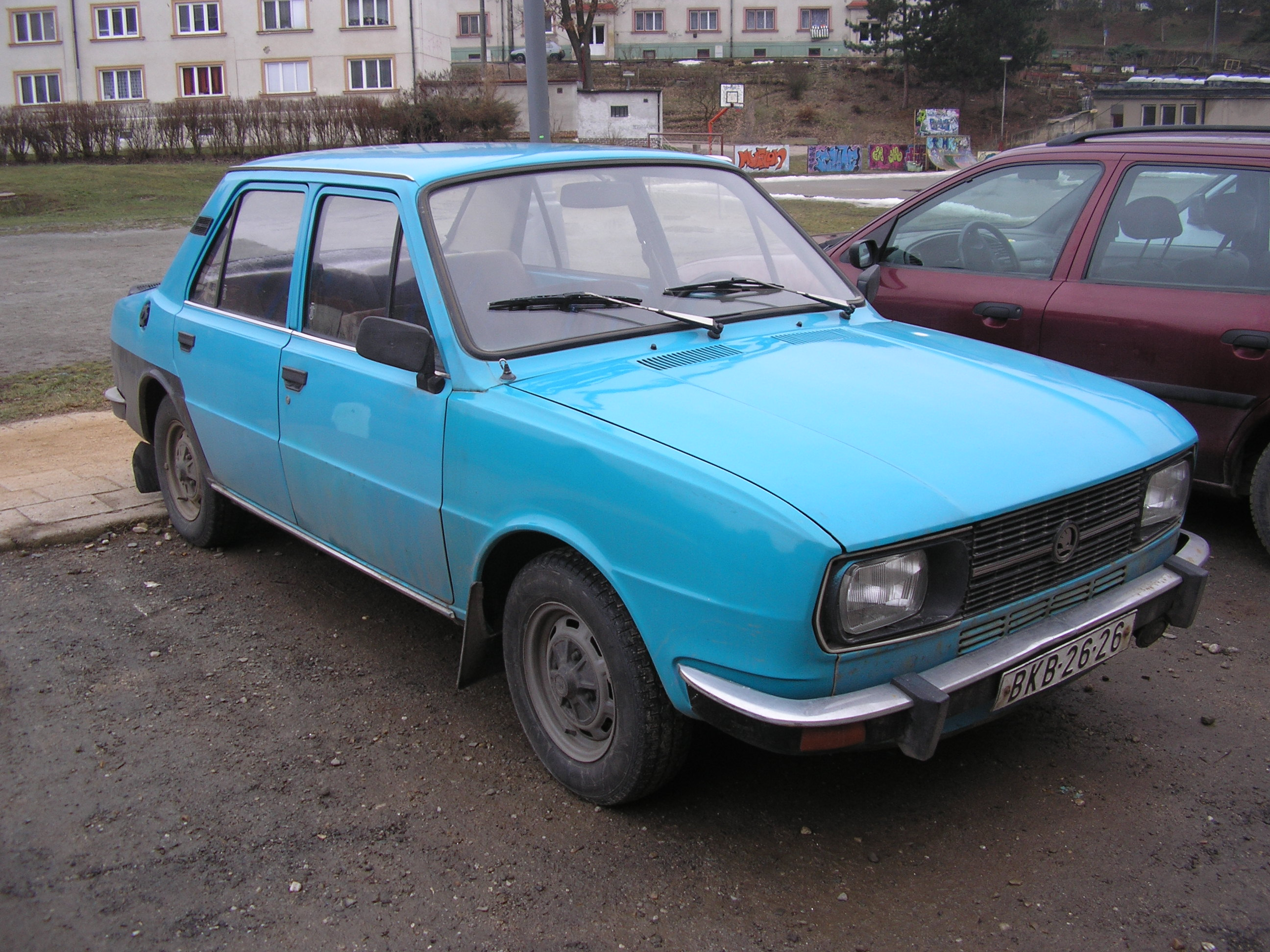
Škoda 120 L − wygląd samochodu do 1983 roku

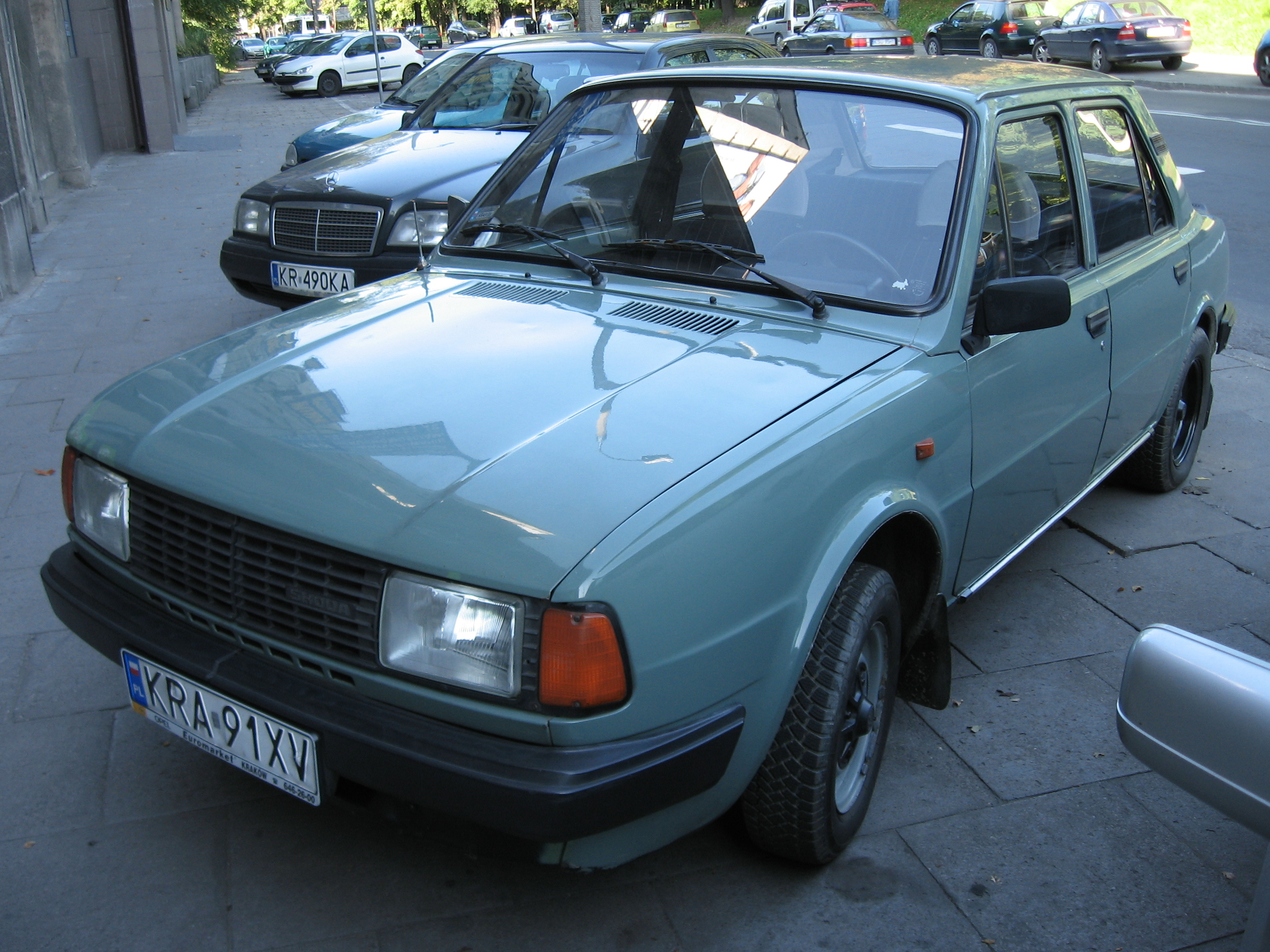
Škoda 120 L po 1984 roku

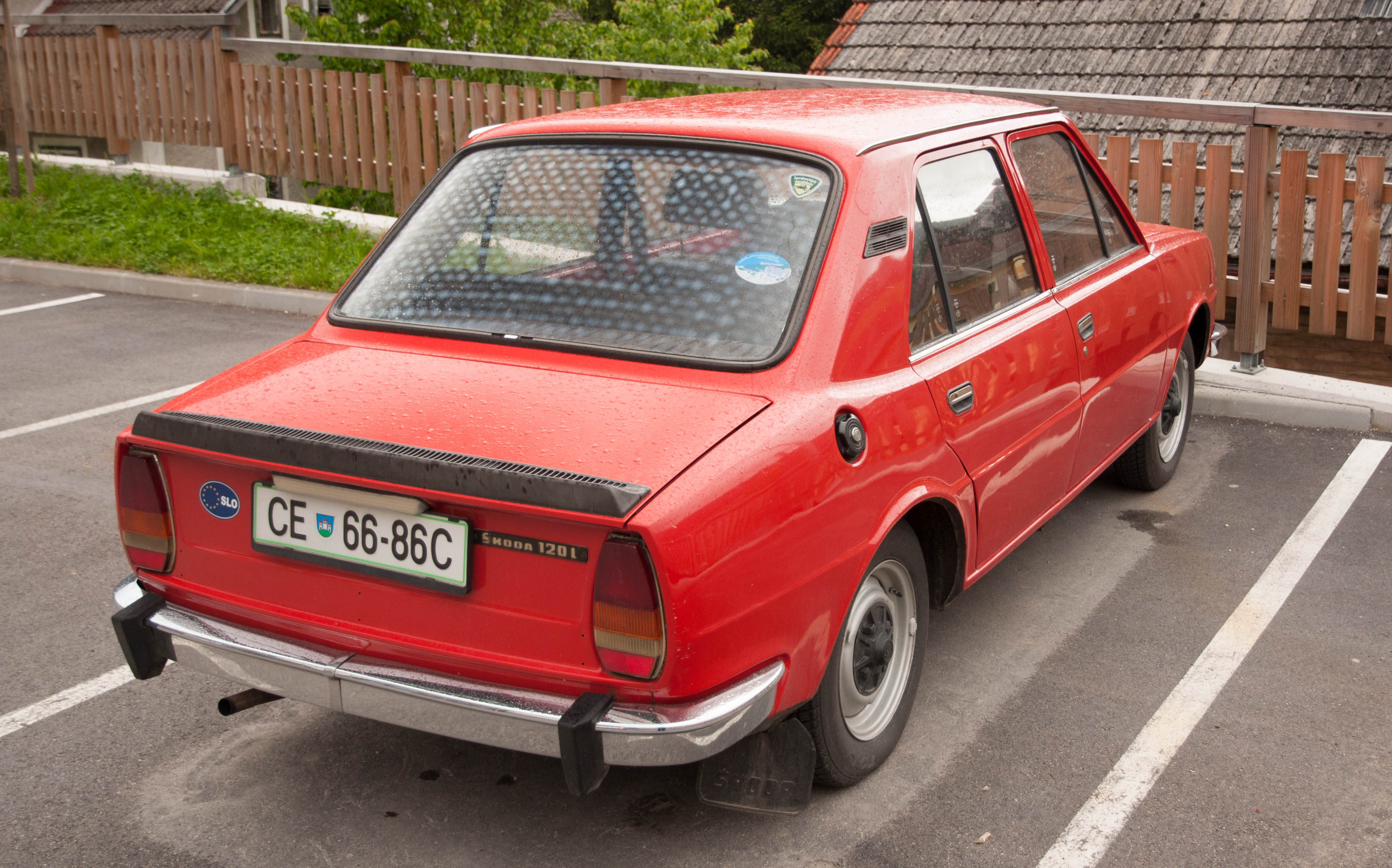
Škoda 120 L − tył pojazdu przed liftingiem

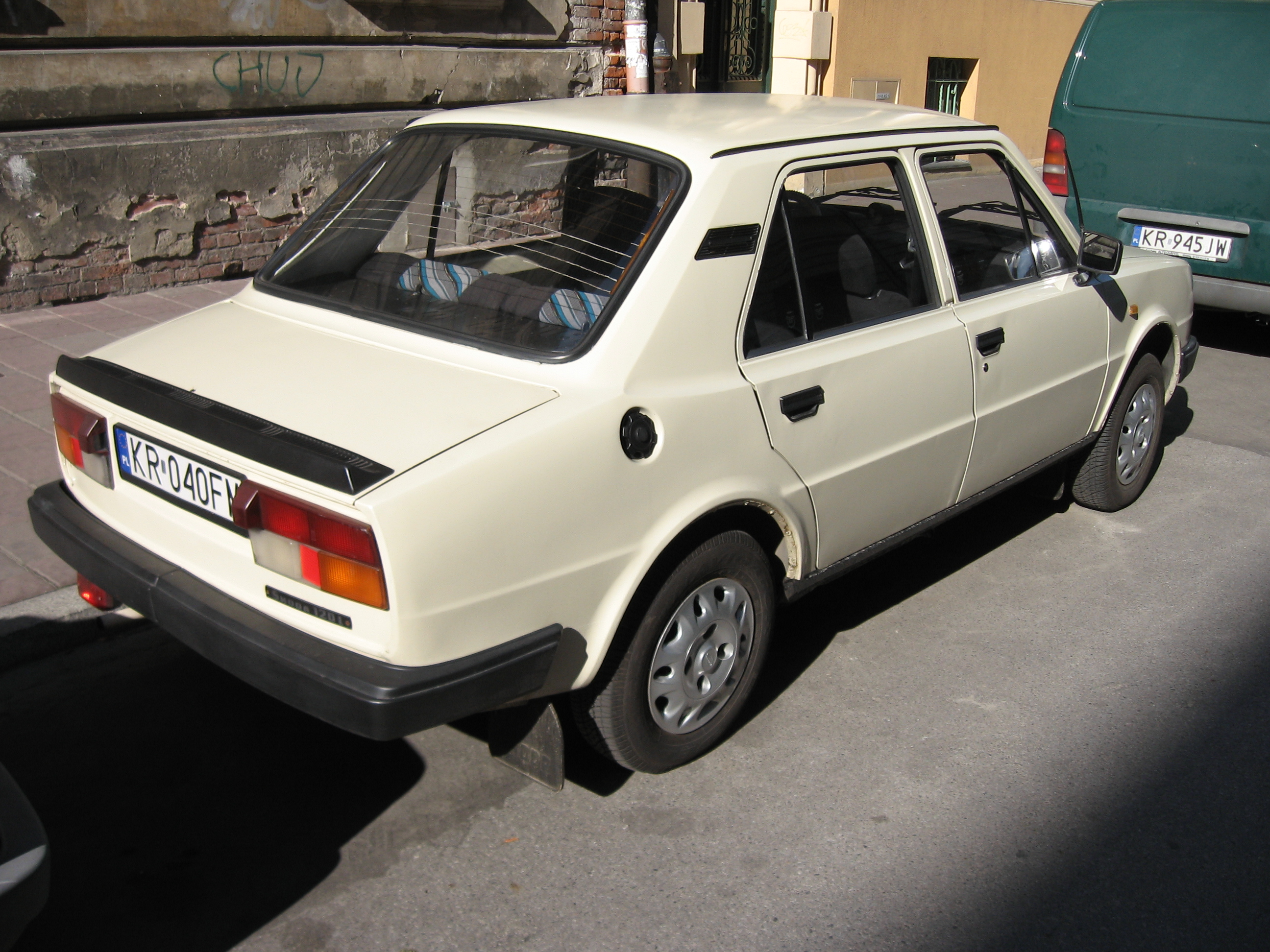
Škoda 120 L − tył pojazdu po liftingu

Silnik umieszczony był z tyłu, zaś chłodnica z przodu. Z racji takiego rozmieszczenia elementów układu chłodzenia i konieczności doprowadzenia płynu chłodniczego do chłodnicy i układu ogrzewania przez całą długość pojazdu, pojemność układu chłodzenia wynosiła 11,5 l. Pojazd był wyposażony w dwa bagażniki - z przodu i mniejszy za tylnymi, uchylanymi siedzeniami. Stosunkowo wolnoobrotowy, gaźnikowy silnik miał aluminiowy kadłub z mokrymi, żeliwnymi tulejami oraz żeliwną głowicę (2 zawory na cylinder). Z racji konstrukcji silnika oraz układu wydechowego Skoda w czasie pracy wydawała bardzo charakterystyczny dźwięk. Pojazd miał niezależne zawieszenie wszystkich kół. Lekki przód (silnik, akumulator i zbiornik paliwa były z tyłu) powodował złe prowadzenie się pojazdu.
Podstawowy model 120 produkowany był od kwietnia 1978 do lipca 1983. Najdłużej produkowanymi, już od sierpnia 1976 r., odmianami Škody 120 był modele w wersjach wyposażenia L (do 1990 roku) oraz luksusowe LS i GLS (do 1987 roku). W październiku 1982 roku pojawiła się wersja ekonomiczna LE. Modele w odmianie LX posiadały te same silniki co 120 LS, ale miały 5-biegową skrzynię biegów i tylne zawieszenie z modelu Škoda 130. W limitowanej wersji wyposażenia GL zastosowano tapicerkę z modelu Rapid. W wersjach eksportowych pojawiały się wersje z 5-stopniową skrzynią biegów.
W roku 1983 modele 105 i 120 przeszły modernizację. Gruntownie zmieniono przednia i tylna część pojazdów, zastosowano nowe reflektory przednie oraz tylne lampy zespolone. Ze względu na zmiany karoserii długość auta wzrosła do 4200 mm. W 1985 w Finlandii pojawiła się limitowana edycja Škody 120 − wersja LSX. W roku 1988 za podstawowy model 120 L trzeba było zapłacić 65 630 Kčs.
Łącznie wyprodukowano 1 070 693 egzemplarzy Škody 120 w różnych wersjach wyposażenia.
Na przełomie lat 70. i 80. XX wieku przystosowanymi do udziału w rajdach Škodami 120 z powodzeniem startowało w europejskich rajdach wielu czeskich kierowców. Wśród nich był między innymi Jiřího Sejka na zmodernizowanej Škodzie 120 L nazwanej − Dakos. Brytyjski importer Škody od października 1979 roku oferował także ekonomiczną wersje LSE Škody Estelle (bo tak nazywano modele 105/120/130 w Wielkiej Brytanii), była ona stworzone w oparciu o model LS i dostępne tylko na brytyjskim rynku.  

### Lata produkcji
- Škoda 120 − 1978−1983
- Škoda 120 L (de Luxe) − 1976−1990
- Škoda 120 LE (de Luxe Ekonomic) − 1982−1983
- Škoda 120 GL (Grand de Luxe) − 1984−1987
- Škoda 120 LS (de Luxe Super) − 1976−1988
- Škoda 120 LX − 1984−1987
- Škoda 120 GLS (Grand de Luxe Super) − 1976−1988

### Dane techniczne
120L rocznik 1985

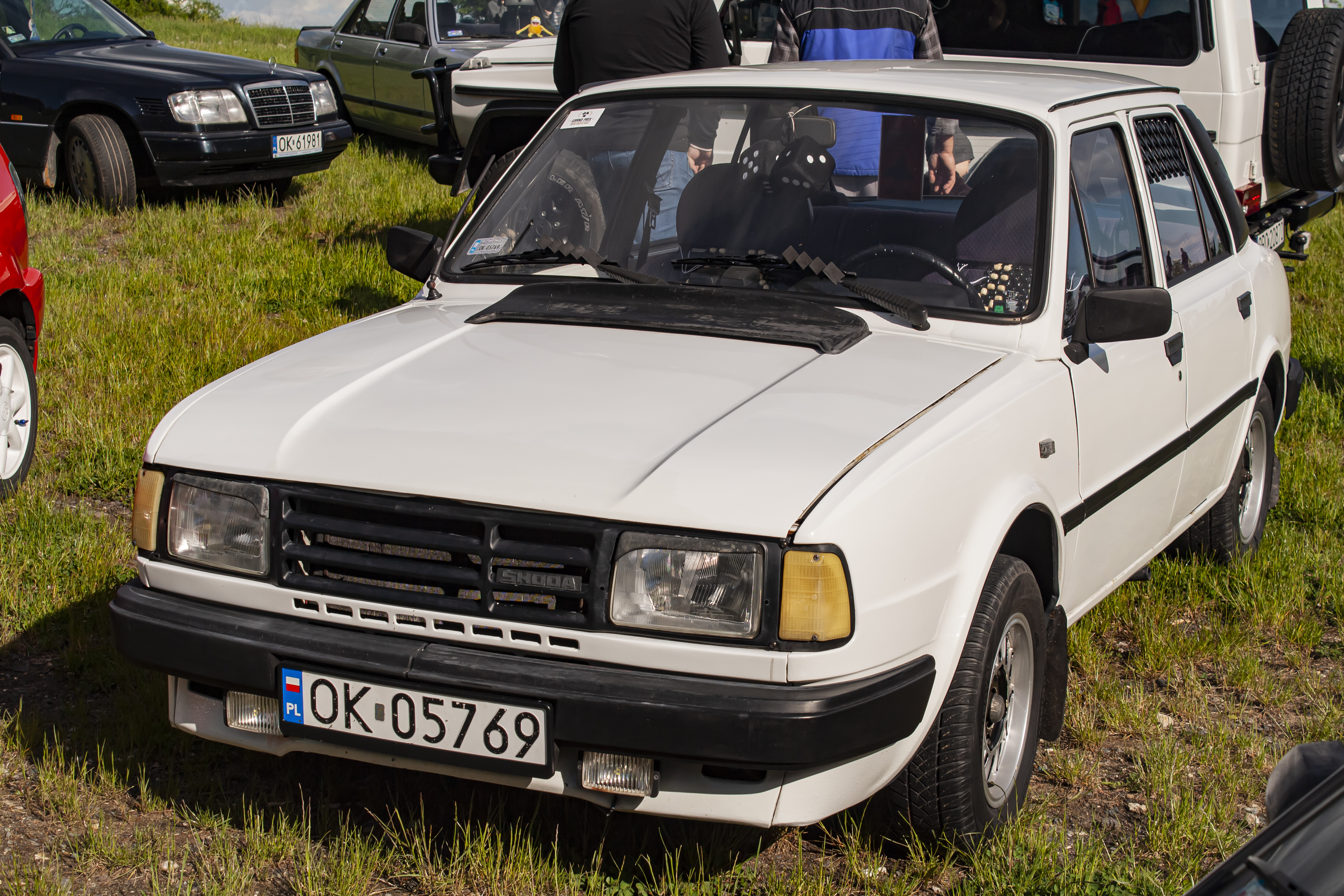

- R4 1,2 l (1174 cm³), 2 zawory na cylinder, OHV
- Układ zasilania: gaźnik
- Średnica cylindra × skok tłoka: 72,00 mm × 72,00 mm
- Stopień sprężania: 8,5:1
- Moc maksymalna: 50 KM (37 kW) przy 5000 obr./min
- Maksymalny moment obrotowy: 82,0 N•m przy 3000 obr./min
- Przyspieszenie 0-100 km/h: 19,0 s
- Prędkość maksymalna: 140 km/h
- Prześwit: 170 mm
- Promień skrętu: 5,1 m
- Rozstaw kół tył / przód: 1350 / 1390 mm
- Opony: 165 SR13

120LS rocznik 1984
- R4 1,2 l (1174 cm³), 2 zawory na cylinder, OHV
- Układ zasilania: gaźnik
- Średnica cylindra × skok tłoka: 72,00 mm × 72,00 mm
- Stopień sprężania: 9,5:1
- Moc maksymalna: 55 KM (40,5 kW) przy 5200 obr./min
- Maksymalny moment obrotowy: 85,5 N•m przy 3250 obr./min
- Przyspieszenie 0-100 km/h: 17,0 s
- Prędkość maksymalna: 150 km/h
- Prześwit: 170 mm
- Promień skrętu: 5,1 m
- Rozstaw kół tył / przód: 1350 / 1390 mm
- Opony: 165 SR13

## Škoda 125

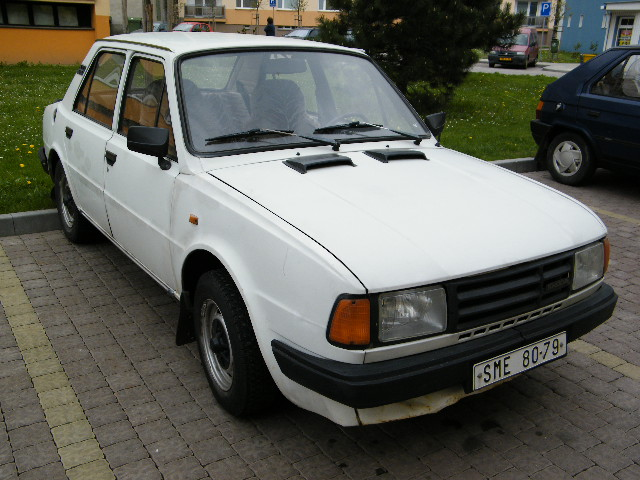
Škoda 125

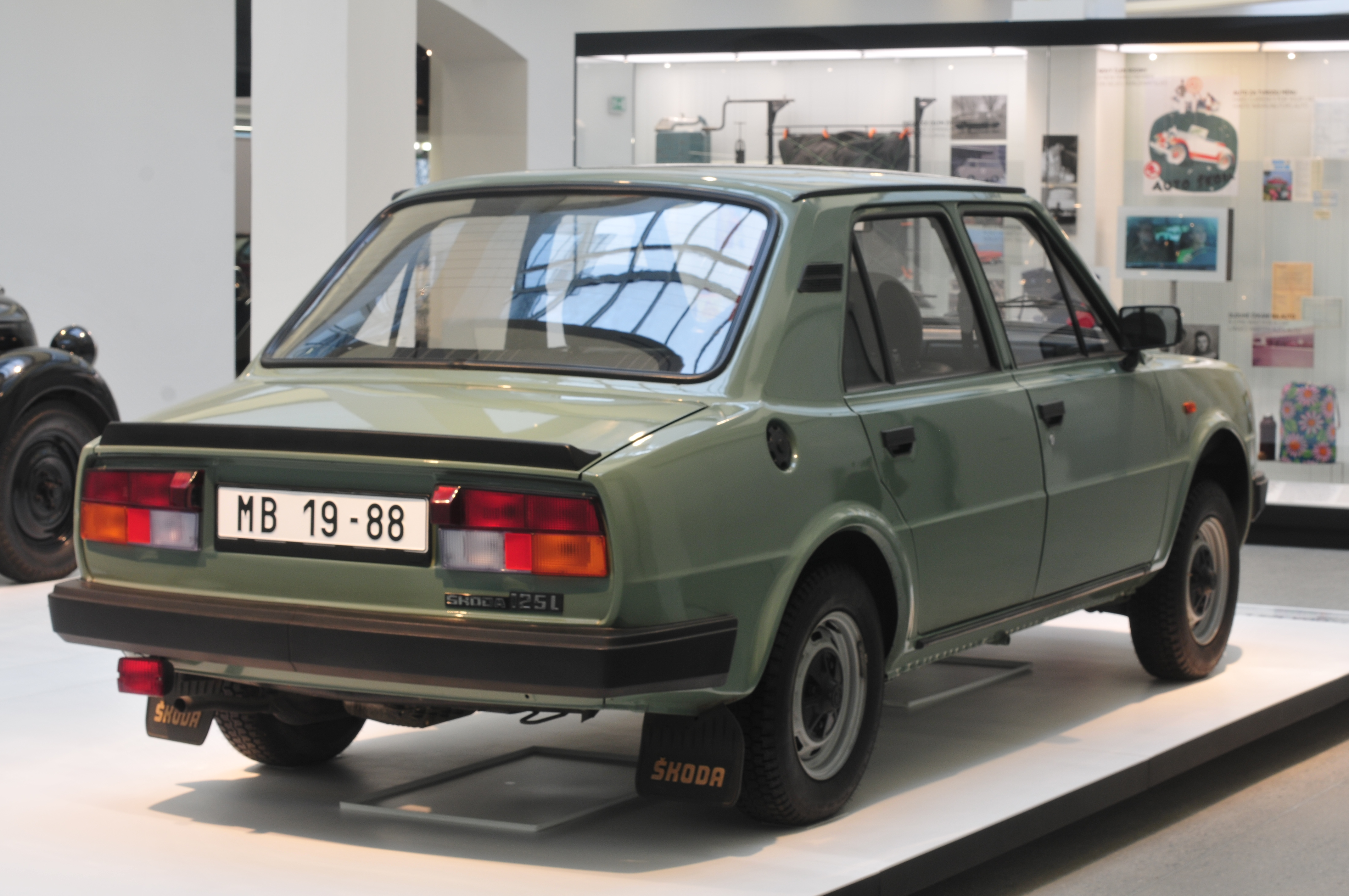
Škoda 125 − tył pojazdu

Škoda 125 była dostępna tylko w jednym wariancie wyposażenia − L. Samochód był unowocześnioną wersją Škody 120 L. Jedynymi różnicami były :
- 5−biegowa skrzynia biegów,
- dźwignia zmiany biegów z modelu Škoda 130,
- alternator (700 W, 55 A).

W czasie krótkiego okresu produkcji 1988−1990 wytworzono 50 041 egzemplarzy Škody 125.

### Dane techniczne
125 L rocznik 1989
- R4 1,2 l (1174 cm³), 2 zawory na cylinder, OHV
- Układ zasilania: gaźnik
- Średnica cylindra × skok tłoka: 72,50 mm × 72,00 mm
- Stopień sprężania: 8,5:1
- Moc maksymalna: 50 KM (37 kW) przy 5000 obr./min
- Maksymalny moment obrotowy: 82 N•m przy 3000 obr./min
- Przyspieszenie 0-100 km/h: 19,0 s
- Prędkość maksymalna: 140 km/h
- Rozstaw kół tył / przód: 1350 / 1390 mm

## Škoda 130

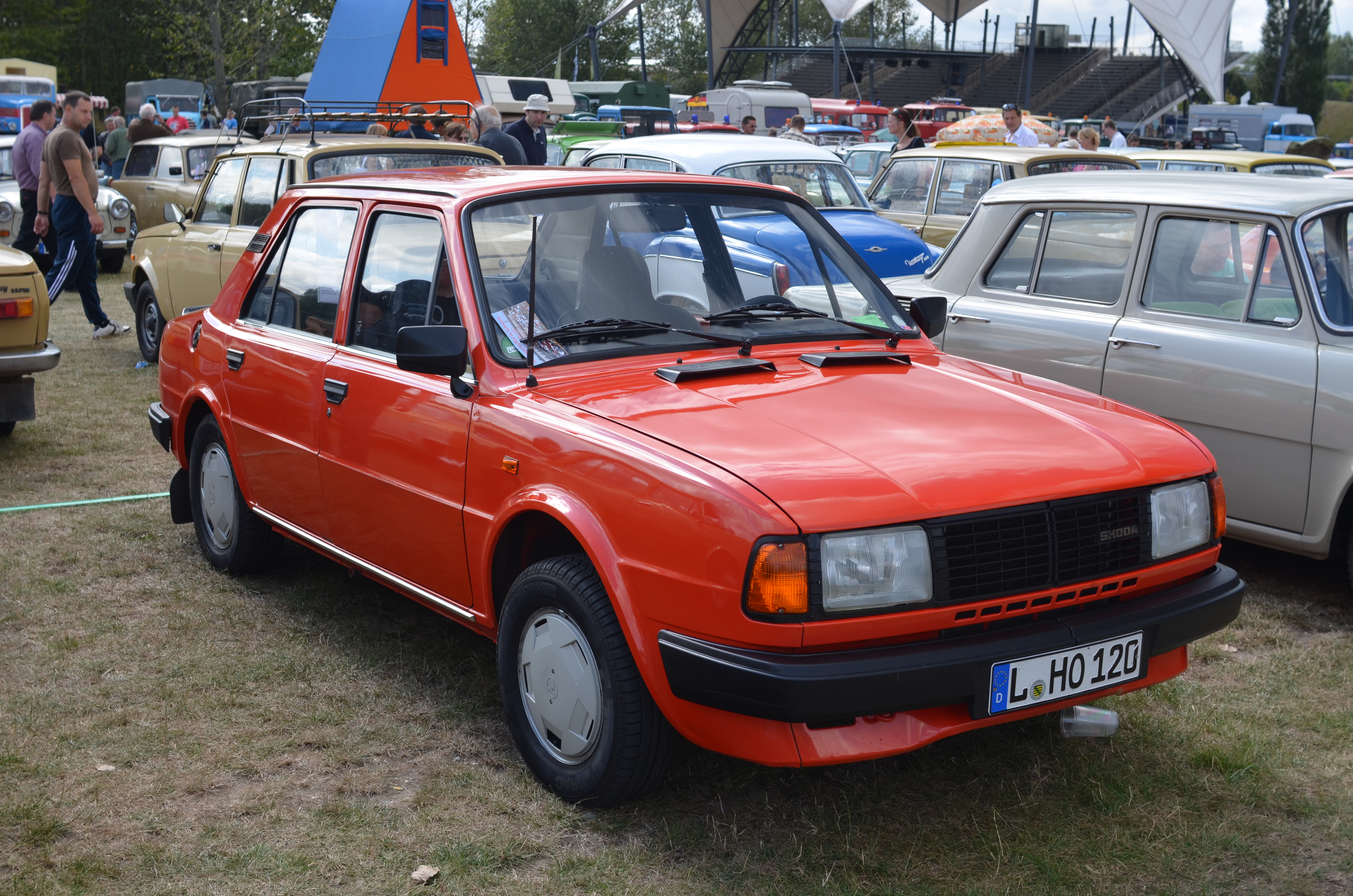
Škoda 130

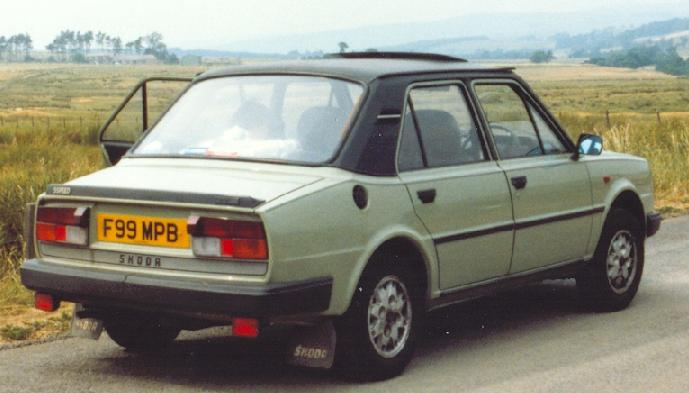
Škoda 130 Estelle − tył pojazdu

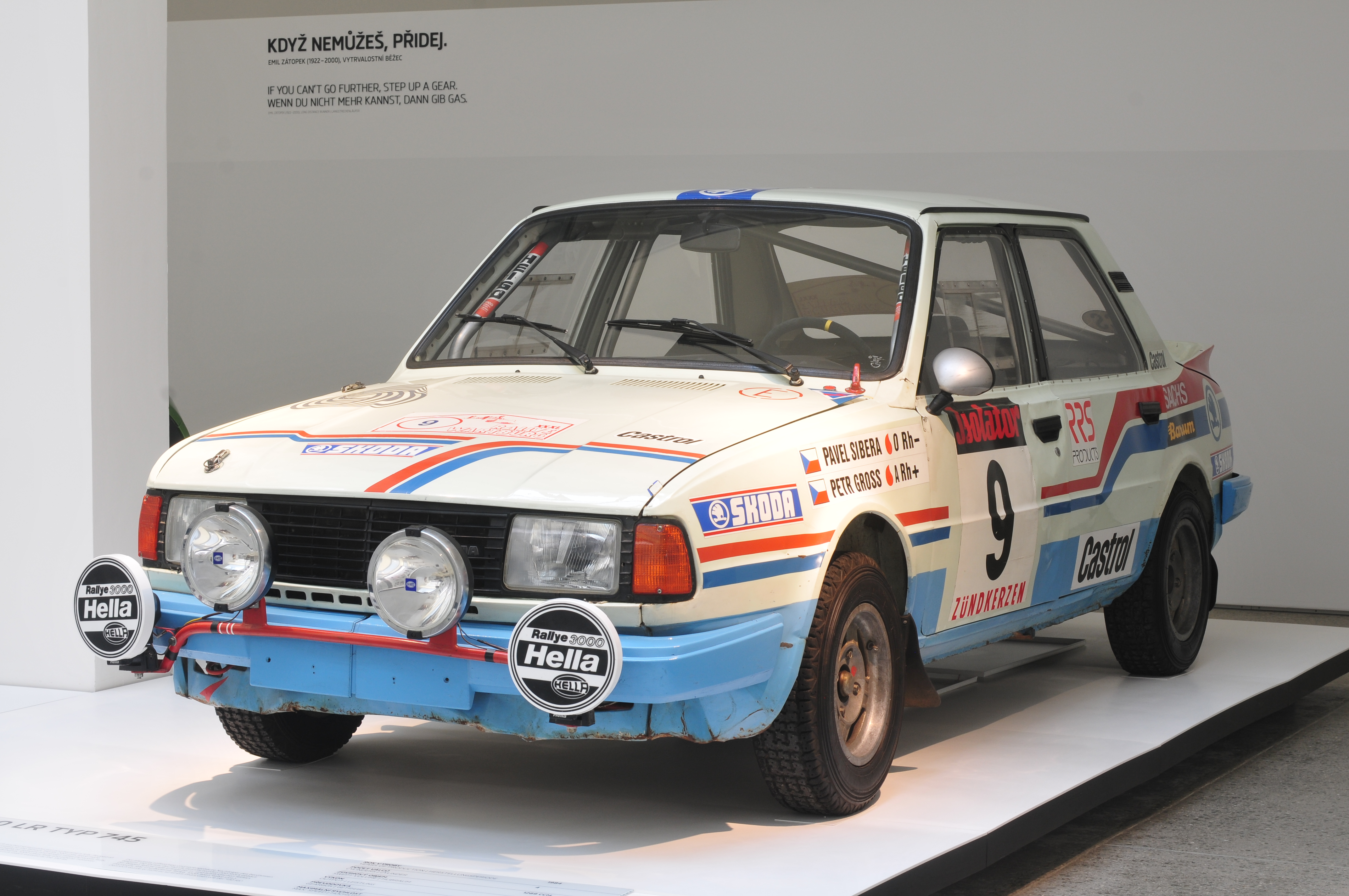
Rajdowa Škoda 130 LR

Škoda 130 weszła do produkcji w sierpniu 1984 r. jako zmodernizowana wersja modeli 105 i 120, których produkcję kontynuowano aż do 1990 roku. Miała zmodyfikowany silnik o pojemności 1289 cm³ i mocy 58 KM (typ silnika Š 781.13). 
Škoda 130 dostępna była w dwóch wariantach wyposażenia: L i GL odpowiadającymi pod względem standardu wykończenia wnętrza modelom 120 LS i 120 GLS.
Na bazie modelu 130 stworzono także sportowe dwudrzwiowe coupé Škoda 130 Rapid.
W latach 1984−1988 produkowano także rajdowy pojazd Škoda 130 LR (typ 745). Wytworzono około 200 egzemplarzy tego modelu. Brał on udział w Rajdowych Mistrzostwach Świata w latach 1985−1986 startując w Grupie B.
W roku 1989 stworzono prototyp sportowego pojazdu Škoda 130 R. Zmontowano tylko kilka egzemplarzy, uczestniczyły one m.in. w wytrzymałościowym 24-godzinnym wyścigu.

### Lata produkcji
- Škoda 130 L (1984−1989)
- Škoda 130 GL (1986−1989)
- Škoda 130 Rapid (1984−1990)

### Dane techniczne
130 rocznik 1984
- R4 1,3 l (1289 cm³), 2 zawory na cylinder, OHV
- Układ zasilania: gaźnik
- Średnica cylindra × skok tłoka: 75,50 mm × 72,00 mm
- Stopień sprężania: 9,7:1
- Moc maksymalna: 58 KM (43 kW) przy 5200 obr./min
- Maksymalny moment obrotowy: 97 N•m przy 2850 obr./min
- Przyspieszenie 0-100 km/h: 15,0 s
- Prędkość maksymalna: 150 km/h
- Prześwit: 170 mm
- Promień skrętu: 5,1 m
- Rozstaw kół tył / przód: 1350 / 1390 mm
- Opony: 165 SR13

## Škoda 135 i 136

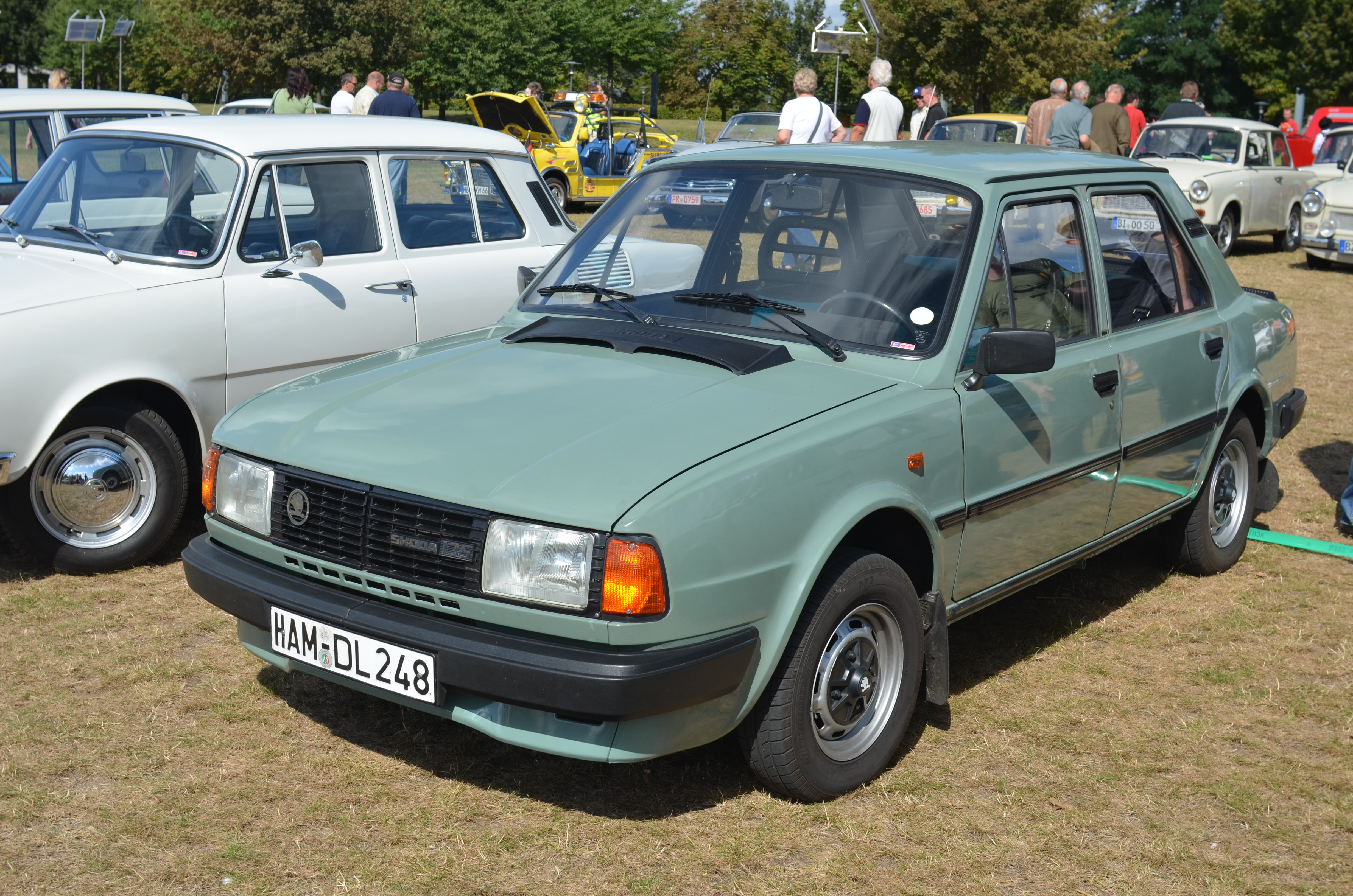
Škoda 135

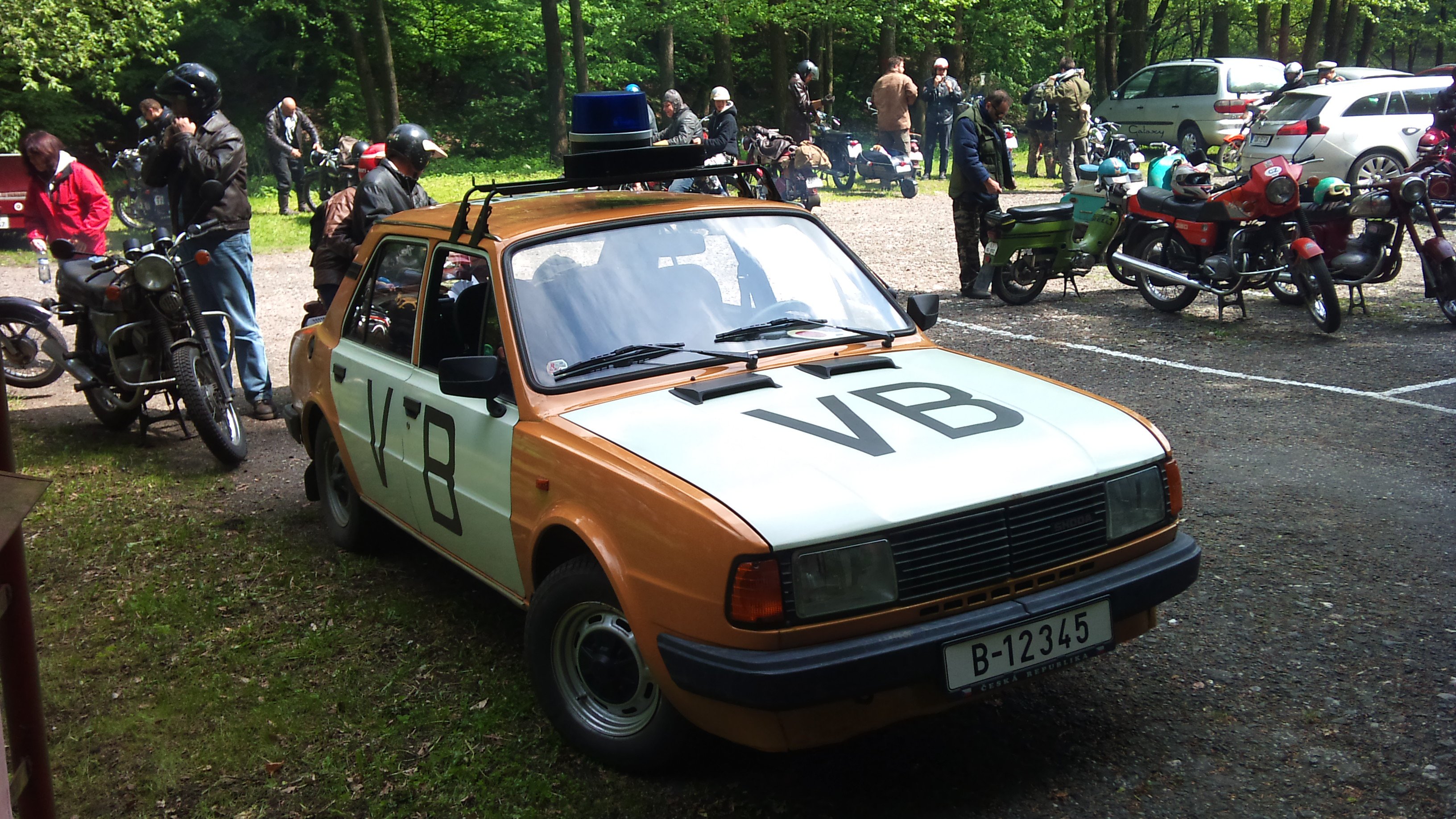
Škoda 135 jako radiowóz Veřejná Bezpečnost (czechosłowacki odpowiednik polskiej Milicji Obywatelskiej)

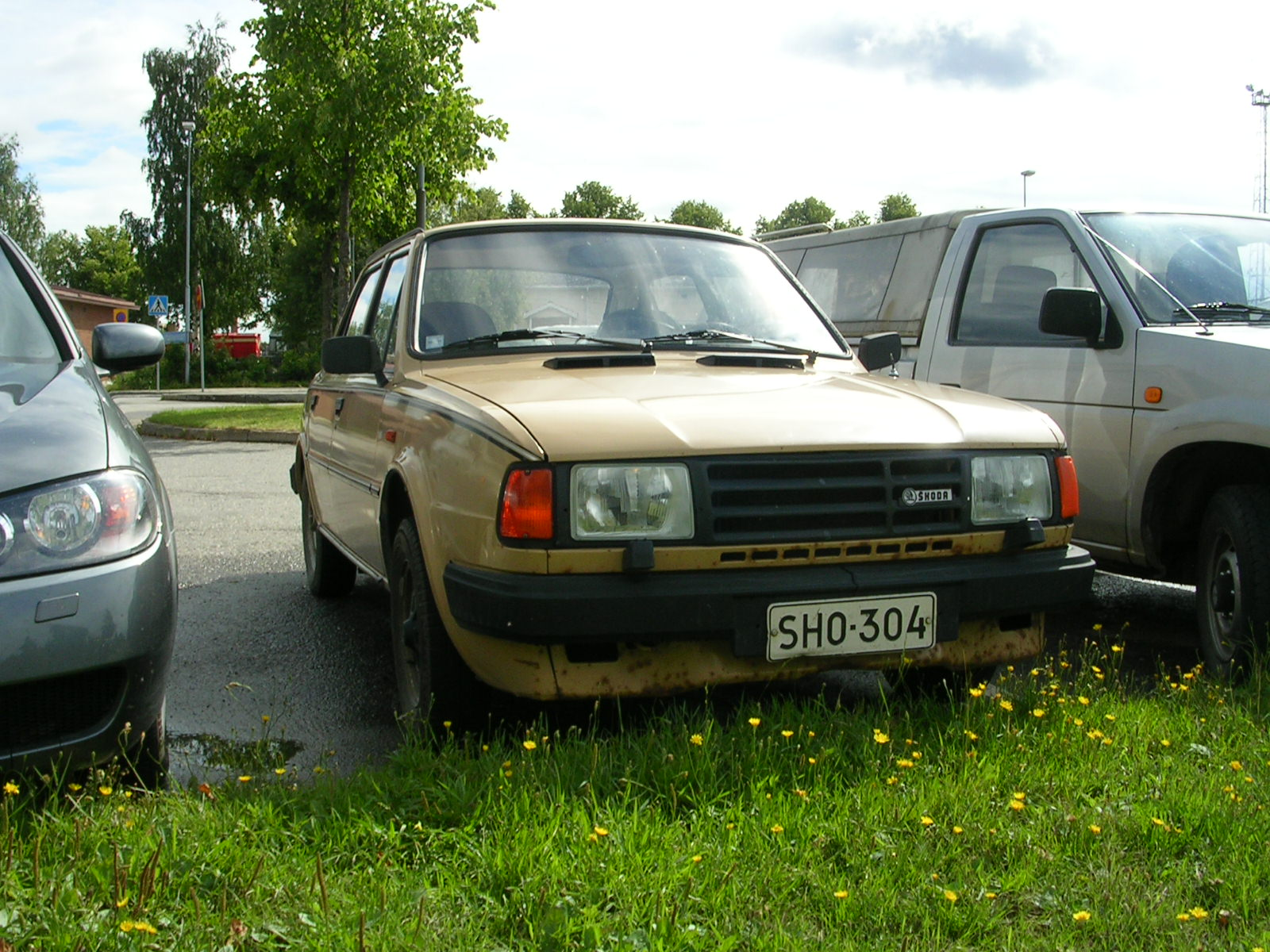
Škoda 136

Montowany w 135 i 136 58 konny silnik Š 781.135 oraz 63 konny silnik Š 781.136 wykorzystano następnie w konstrukcji Škody Favorit 135.
W roku 1988 wprowadzono do produkcji model 135 GLi, wyposażony w silnik z jednopunktowym wtryskiem paliwa o mocy 56 KM.   
Ogółem wytworzono 1020 egzemplarzy modelu 135 i 1631 modelu 136. 

### Lata produkcji
- Škoda 135 L (1987−1990)
- Škoda 135 GL (1987−1990)
- Škoda 135 GLi (1988−1990)
- Škoda 135 Rapid (1987−1990)
- Škoda 135 RiC Rapid (1988−1990)
- Škoda 136 L (1987−1990)
- Škoda 136 GL (1987−1990)
- Škoda 136 Rapid (1987−1990)

### Dane techniczne
135 L rocznik 1988 i 135 GLi rocznik 1989
- R4 1,3 l (1289 cm³), 2 zawory na cylinder, OHV
- Układ zasilania: gaźnik / jednopunktowy wtrysk paliwa
- Średnica cylindra × skok tłoka: 75,5 mm × 72,00 mm
- Stopień sprężania: 8,8:1
- Moc maksymalna: 58 KM (43 kW) przy 5000 obr./min / 56 KM (41 kW) przy 5000 obr./min
- Maksymalny moment obrotowy: 94 N•m przy 3000 obr./min / 92 N•m przy 3000 obr./min
- Przyspieszenie 0-100 km/h: 15,0 s / 16,0 s
- Prędkość maksymalna: 145 km/h
- Rozstaw kół tył / przód: 1350 / 1390 mm

136 rocznik 1988
- R4 1,3 l (1289 cm³), 2 zawory na cylinder, OHV
- Układ zasilania: gaźnik
- Średnica cylindra × skok tłoka: 75,5 mm × 72,00 mm
- Stopień sprężania: 9,7:1
- Moc maksymalna: 63 KM (46 kW) przy 5000 obr./min
- Maksymalny moment obrotowy: 100 N•m przy 3000 obr./min
- Przyspieszenie 0-100 km/h: 14,0 s
- Prędkość maksymalna: 150 km/h
- Rozstaw kół tył / przód: 1350 / 1390 mm

## Furgonet

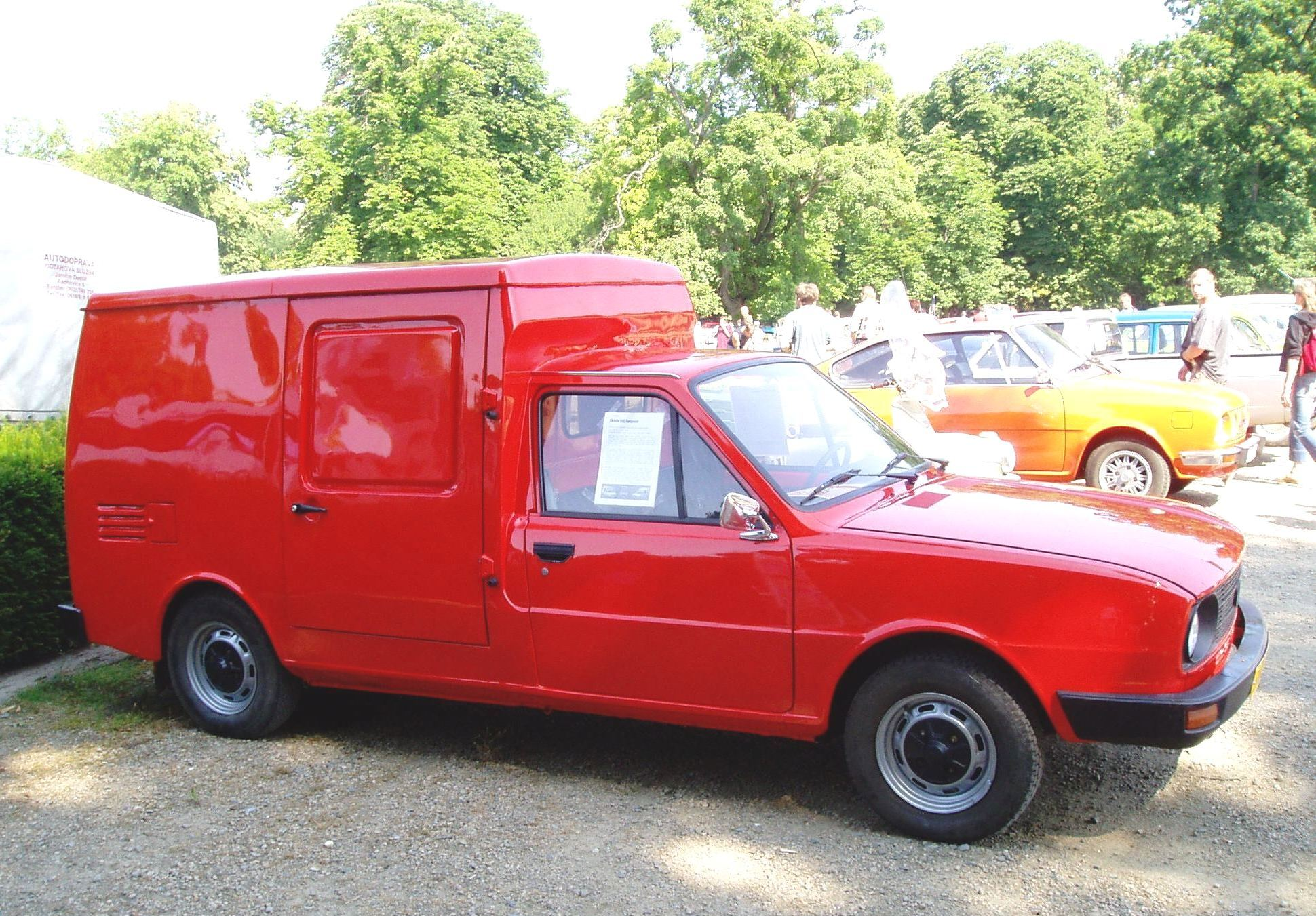
Škoda BAZ Furgonet (drugi prototyp)

W lecie 1982 roku w zakładach BAZ (Bratislavské automobilové závody) w Bratysławie powstał pierwszy z prototypów dwumiejscowego samochodu dostawczego typu furgon, który w stosunku do wersji osobowej miał wzmocnione tylne zawieszenie. Pojazd oparty był całkowicie na Škodzie 742. Przednia część auta pochodziła z wersji 120 LS z podwójnymi, okrągłymi reflektorami. Jako jednostki napędowej użyto silnika 1,2 o mocy 56 KM, który mógł rozpędzić auto do 130 km/h. Pojazd zaprezentowano na Międzynarodowych Targach Inżynierii w Brnie. Drugi prototyp powstał w 1983 roku i w porównaniu do pierwszego nie posiadał dodatkowej, podłużnej szyby w części towarowej nad dachem kabiny pasażerskiej oraz posiadał okrągłe, pojedyncze reflektory przednie. W tym egzemplarzu do napędu użyto silnika z modelu 105 o pojemności 1,0 i mocy 46 KM, który rozpędzał pojazd do 117 km/h. Trzeci z prototypów powstał również w 1983 roku i posiadał w części towarowej drzwi boczne z obu stron. Przednie reflektory były prostokątne, a do napędu użyto silnika 1,2 o mocy 58 KM. Istnieją też informacje o czwartym prototypie w kolorze zielonym, który miał być stworzony do użytku wewnętrznego fabryki BAZ. Jednak mimo istnienia zdjęć żadne oficjalne dokumenty nie potwierdzają istnienia samochodu. Rozwój wersji Furgonet został zatrzymany jesienią 1983 roku po stworzeniu oficjalnie 3 prototypów, a powodem tej decyzji było rozpoczęcie prac nad nowym modelem Škody – typ 781 (późniejszy Favorit).

## Wielkość produkcji

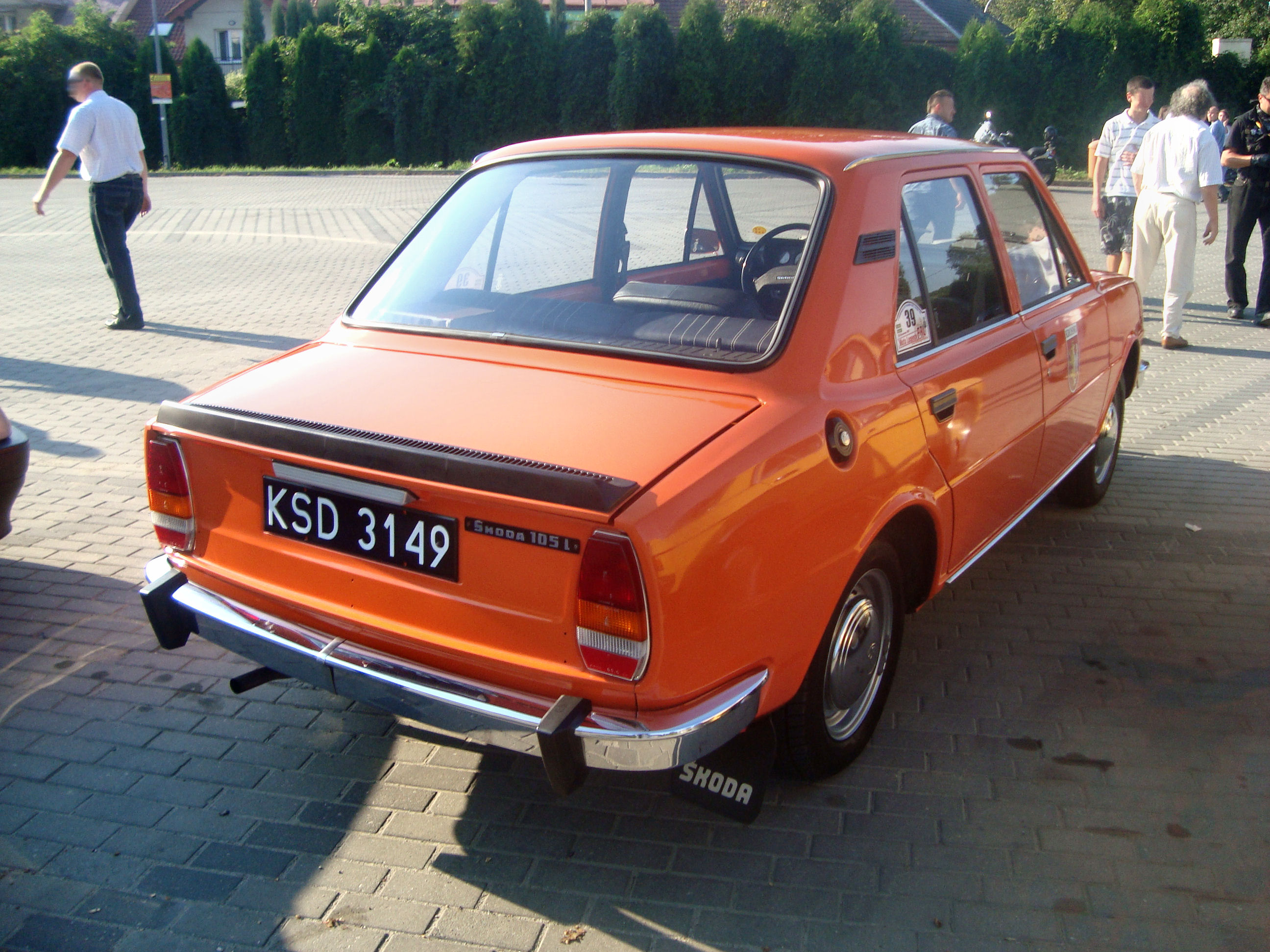
Pas tylny wersji 105 L z roku 1982

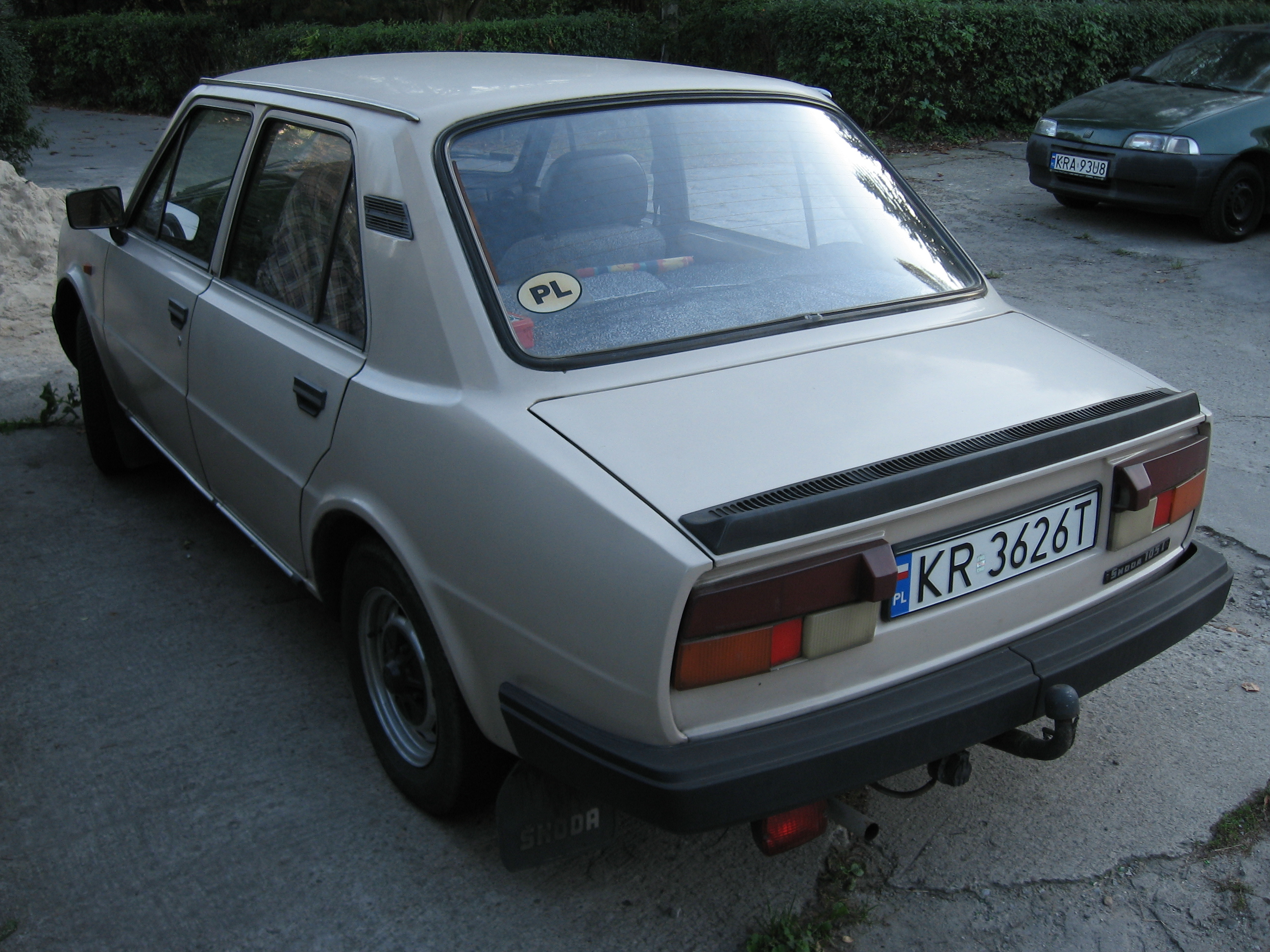
Pas tylny 105 po liftingu

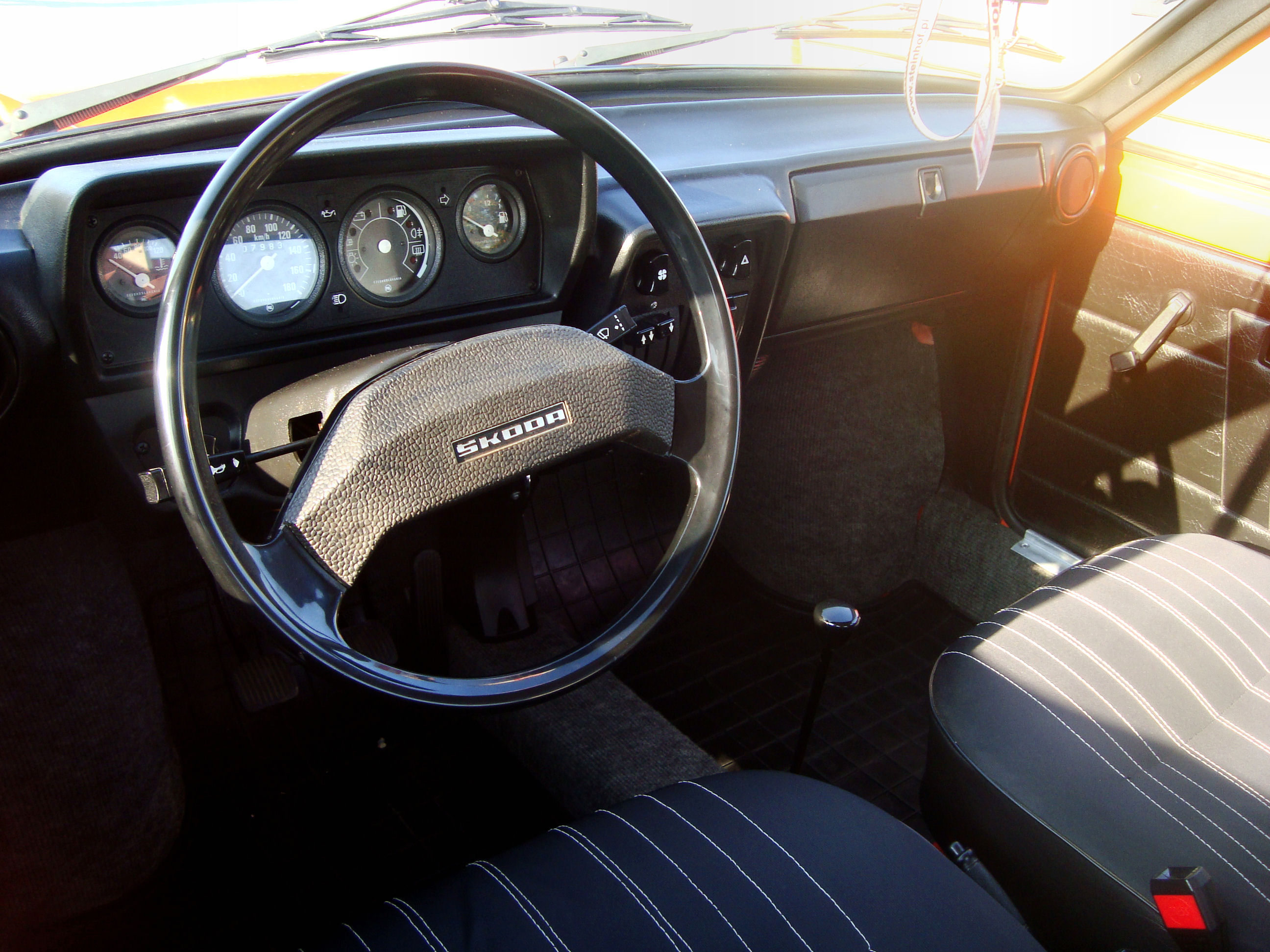
Deska rozdzielcza 105 L z roku 1982

| Rok     | Škoda 105 | Škoda 120 | Škoda 125 | Škoda 130 | Škoda 135 | Škoda 136 | Łącznie   |
| ------- | --------- | --------- | --------- | --------- | --------- | --------- | --------- |
| 1976    | 19        | 3 788     |           |           |           |           | 3 807     |
| 1977    | 72 926    | 52 298    |           |           |           |           | 125 224   |
| 1978    | 68 243    | 91 719    |           |           |           |           | 159 962   |
| 1979    | 54 203    | 113 266   |           |           |           |           | 167 469   |
| 1980    | 77 586    | 91 919    |           |           |           |           | 169 505   |
| 1981    | 95 917    | 77 296    |           |           |           |           | 173 213   |
| 1982    | 88 394    | 77 247    |           |           |           |           | 165 641   |
| 1983    | 87 737    | 78 817    |           |           |           |           | 166 554   |
| 1984    | 76 479    | 91 086    |           | 1 087     |           |           | 168 652   |
| 1985    | 61 771    | 97 934    |           | 10 929    |           |           | 170 634   |
| 1986    | 61 169    | 93 327    |           | 17 713    |           |           | 172 209   |
| 1987    | 59 974    | 86 016    |           | 15 031    | 3         | 59        | 161 083   |
| 1988    | 35 389    | 79 087    | 9 348     | 4 989     | 1 545     | 1 020     | 131 378   |
| 1989    | 4         | 34 387    | 40 617    |           | 430       | 536       | 75 974    |
| 1990    |           | 2         | 76        |           | 4 625     | 4 242     | 8 945     |
| Łącznie | 839 811   | 1 068 189 | 50 041    | 49 749    | 6 603     | 5 857     | 2 020 250 |